# James F. Stewart

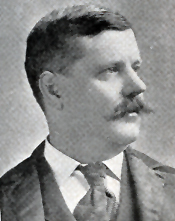
James F. Stewart

James Fleming Stewart (* 15. Juni 1851 in Paterson, New Jersey; † 21. Januar 1904 ebenda) war ein US-amerikanischer Politiker. Zwischen 1895 und 1903 vertrat er den Bundesstaat New Jersey im US-Repräsentantenhaus.

## Werdegang
James Stewart besuchte sowohl öffentliche als auch private Schulen. Nach einem anschließenden Jurastudium an der City University of New York und seiner 1870 erfolgten Zulassung als Rechtsanwalt begann er in New York City in diesem Beruf zu arbeiten. 1875 kehrte er nach Paterson zurück, wo er ebenfalls als Jurist praktizierte. In den Jahren 1890 bis 1895 war Stewart bei der Stadtverwaltung von Paterson im Polizeidezernat als Recorder Criminal Magistrate angestellt. Politisch wurde er Mitglied der Republikanischen Partei.
Bei den Kongresswahlen des Jahres 1894 wurde Stewart im fünften Wahlbezirk von New Jersey in das US-Repräsentantenhaus in Washington, D.C. gewählt, wo er am 4. März 1895 die Nachfolge von Cornelius A. Cadmus antrat. Nach drei Wiederwahlen konnte er bis zum 3. März 1903 vier Legislaturperioden im Kongress absolvieren. In diese Zeit fiel der Spanisch-Amerikanische Krieg von 1898. Ab 1897 war Stewart Vorsitzender des Ausschusses zur Kontrolle der Ausgaben des Marineministeriums.	
Im Jahr 1902 wurde James Stewart nicht bestätigt. Nach dem Ende seiner Zeit im US-Repräsentantenhaus arbeitete er wieder als Anwalt. Er starb am 21. Januar 1904 in seinem Geburtsort Paterson, wo er auch beigesetzt wurde.